# Christa Lehmann (Serienmörderin)
Christa Lehmann (* 24. Februar 1923 in Worms) war eine deutsche Serienmörderin.

## Leben

### Kindheit und erste Berufstätigkeiten
Christa Lehmann wurde 1923 als Christa Ambros in Worms geboren. Sie wuchs nahezu elternlos auf. Ihre Mutter lebte in einer Heil- und Pflegeanstalt in Alzey.
Nach dem Besuch der Volksschule fand Christa Ambros Arbeit in einer Lederwarenfabrik. Später wechselte sie zu den Farbwerken Hoechst. In dieser Zeit wurde sie wegen Diebstahls zu einer Gefängnisstrafe auf Bewährung verurteilt.

### Ehe
Bei Hoechst begegnete sie Karl Franz Lehmann, den sie 1944 heiratete. Lehmann war magenkrank und hinkte leicht, so dass er vom Militärdienst zurückgestellt war. Das Paar zog zu den Eltern Lehmanns nach Worms. Ihren Lebensunterhalt verdienten sie mit einem Fliesenlegergeschäft, aber auch über den Schwarzmarkthandel. Die Währungsreform machte dem aber ein Ende, eine Tatsache, mit der sich Christa Lehmann nur schlecht arrangieren konnte. Es kam zu Streitigkeiten und  ihr alkoholkranker Mann schlug sie. Zudem gab es heftige Auseinandersetzungen mit ihren Schwiegereltern.

### Die Morde
Karl Franz Lehmann starb überraschend am 27. September 1952 innerhalb einer halben Stunde unter heftigen Krämpfen. Der zu Hilfe gerufene Arzt gab als Todesursache den Durchbruch eines Magengeschwüres an, was angesichts des bekannten Magenleidens und der Alkoholabhängigkeit durchaus plausibel erschien.
Nach dem Tod ihres Mannes verstärkten sich die Konflikte mit dem Schwiegervater Valentin Lehmann. Am 14. Oktober 1953 stürzte Valentin Lehmann während einer Fahrt in die Stadt klinisch tot vom Fahrrad. Der von den Passanten herbeigerufene Arzt stellte den Tod durch Herzversagen fest.
Christa Lehmann freundete sich mit Annie Hamann an, einer Kriegerwitwe, die mit ihrer Mutter Eva Ruh, ihrem Bruder Walter und ihrer neunjährigen Tochter in einem gemeinsamen Haushalt lebte. Annie Hamann und Christa Lehmann begannen, gemeinsam auszugehen. Am Sonntag, dem 14. Februar 1954, kam Lehmann zu Besuch und brachte fünf Schokoladenpilze mit Likörfüllung mit. Sie teilte vier Pralinen unter Annie Hamann, deren Bruder, einer zufällig anwesenden Nachbarin und sich auf und bot die fünfte Praline Eva Ruh an. Die lehnte dankend ab und stellte sie zur Seite.
Am nächsten Tag kam Annie Hamann nach Hause, fand die Praline im Küchenschrank vor, biss hinein, schluckte einen Teil und spuckte die andere Hälfte angeekelt auf den Boden. Der Hund der Familie fraß den Rest der Praline sofort. Kurze Zeit später wurde Hamann blass, fing an zu taumeln und gab an, nichts mehr sehen zu können. Sie wankte ins Schlafzimmer, begleitet von ihrer Mutter, und legte sich von Krämpfen geplagt auf das Bett. Sie verlor das Bewusstsein, und Eva Ruh holte Hilfe. Als der von den Nachbarn gerufene Arzt ankam, war Annie Hamann bereits tot, ebenso wie der Hund in der Küche. Nach der Schilderung der Geschehnisse informierte der Arzt die Polizei.

### Verurteilung
Annie Hamanns Leiche wurde beschlagnahmt und nach Mainz in das gerichtsmedizinische Institut gebracht. Nach langen Untersuchungen (u. a. auf Strychnin) testete Prof. Kurt Wagner den Mageninhalt Annie Hamanns auf das Pflanzenschutzmittel E 605, ein Gift, das zwar in Deutschland erfunden worden, bis zu diesem Zeitpunkt aber hauptsächlich in den USA zum Einsatz gekommen war. Die Wirkung bei einer Vergiftung ähnelt stark der von Blausäure. Bis zu diesem Zeitpunkt war es aber noch zu keinem nachgewiesenen Fall von Mord oder Selbstmord mittels E 605 gekommen. Die bis 1953 in den USA dokumentierten 168 Vergiftungsfälle waren auf grobe Fahrlässigkeit zurückzuführen und verliefen bis auf neun Fälle eher mild. Daher existierte noch keine Methode, E 605 forensisch nachzuweisen.
Christa Lehmann wurde verhaftet und verhört. Am 23. Februar legte sie ein Geständnis ab. Der Anschlag habe nicht Annie Hamann gegolten, vielmehr deren Mutter. Am 19. März wurden die Leichen von Karl Franz und Valentin Lehmann exhumiert. Bei beiden ließ sich E 605 nachweisen. Am 20. September 1954 begann der Prozess gegen Christa Lehmann. Sie wurde zu dreimal lebenslanger Haft verurteilt.
Im Gefängnis Neuwied versuchte Christa Lehmann mehrfach, sich das Leben zu nehmen. 1971 wurde sie in das Frauengefängnis in Frankfurt verlegt. Nach 23 Jahren Haft wurde sie entlassen und lebte danach mit geänderter Identität in Freiheit.

## Nachwirkung
Das Pflanzenschutzmittel E 605 erhielt in der umfangreichen Presseberichterstattung zum Prozess gegen Christa Lehmann den Namen Wormser Gift und wurde daraufhin in Deutschland und Österreich häufig als „Modegift“ missbraucht. Es wurde bis zum Ende der 1950er Jahre für viele Morde und Selbsttötungen verwendet. Dies führte auch dazu, dass das bis dahin farblose und fast geruchsneutrale Gift vergällt und eingefärbt wurde.